# زمین‌لرزه ۱۹۸۰ جزیره‌های آزور
زمین‌لرزه جزیره‌های آزور  در تاریخ ۱ ژانویه ۱۹۸۰ میلادی، برابر با ‎۱۱ دی ۱۳۵۸، ساعت ۱۶:۴۲:۴۰ به زمان یوتی‌سی در پرتغال ، منطقه جزیره‌های آزور رخ داد. ژرفای این زلزله ۱۳٫۲ کیلومتر بود، و بزرگی آن ۶٫۹ در مقیاس Mw اعلام شده‌است. زمین‌لرزه به وقت محلی در روز سه‌شنبه، ساعت ۱۵ روی داده و منطقه زمانی آن یوتی‌سی -۱ بوده‌است (با لحاظ تغییر ساعت تابستانی).
سازمان زمین‌شناسی آمریکا نیز رومرکز این زمین‌لرزه را در مختصات ۳۸°۴۸′۵۴″شمالی ۲۷°۴۶′۴۸″غربی / ۳۸٫۸۱۵°شمالی ۲۷٫۷۸°غربی و ژرفای آن را در ۱۰ کیلومتر گزارش کرده‌است. بزرگی برگزیدهٔ این سازمان از میان بزرگیهای محاسبه‌شدهٔ مختلف ۷٫۲ در مقیاس ریشتر بوده و از دید اثر، در میان چهار دسته‌بندی «نامحسوس»، «محسوس»، «زیان‌آور» یا «با تلفات»، زلزله را «با تلفات» اعلام کرده‌است.
پروژهٔ «تنسور گشتاور مرکزوار» زاویه‌های (راستا، شیب، ریک) گسل سازندهٔ زمین‌لرزه و صفحه عمود بر آن را (°۲۴۱، °۶۷، °۱۷۱-) یا (°۱۴۸، °۸۲، °۲۳-) و نوع گسل را «امتدادلغز» فرارسانده‌است.
شمار کشتگان زلزله حدود ۵۶ نفر بوده‌است.تعداد زخمیان ۴۰۰ نفر برآورده شده‌است.